# 鉤葉粗蔓蘚
鉤葉粗蔓蘚（学名：Meteoriopsis ancistrodes）为蔓蘚科粗蔓蘚屬下的一个种。